# Victor Brochard

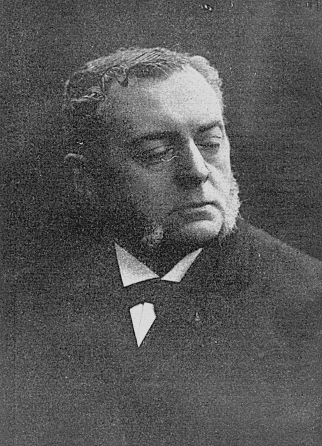
Victor Brochard

Victor Brochard (* 29. Juni 1848 in Quesnoy-sur-Deûle, Département Nord; † 25. November 1907 in Paris) war ein französischer Philosoph und Philosophiehistoriker.
Nach dem Besuch des Lycée in Lille begann er 1868 sein Studium an der École normale supérieure. 1872 wurde er agregé de philosophie und zum Philosophielehrer am Lycée von Pau ernannt, 1875 am Lycée von Douai, 1876 am Lycée von Nancy, 1879 am Lycée Condorcet in Paris (1879).
1879 wurde er mit einer lateinischen Dissertation De assensione stoïci quid senserunt (Was die Stoiker über die Zustimmung dachten) und einer französischen Dissertation De l’Erreur promoviert.
1884 beteiligte sich Brochard am Wettbewerb um den Prix Victor Cousin, der für eine Abhandlung zum antiken Skeptizismus ausgeschrieben war. Brochard veröffentlichte seine Abhandlung über die griechischen Skeptiker 1887 unter dem Titel Les Sceptiques grecs. Sie wurde von Friedrich Nietzsche begrüßt und intensiv genutzt.
Brochard war maître de conférences an der École normale supérieure und Professor für Geschichte der Philosophie an der Sorbonne. 1900 wurde er zum Mitglied der Académie des sciences morales et politiques gewählt.
Brochard hat im Bereich der modernen Philosophie insbesondere zur Moralphilosophie sowie im Bereich der antiken Philosophie zur Stoa, zu Epikur, zum antiken Skeptizismus und zu Platon gearbeitet.
Brochard verkehrte in Paris unter anderem im Salon der Madame Aubernon (Lydie Aubernon de Nerville), wo in den 1890er Jahren auch Marcel Proust häufig zu Gast war. In dessen epochalem Werk Auf der Suche nach der verlorenen Zeit taucht im Salon der Madame Verdurin als gelegentlicher Gast ein Professor Brichot auf; diese Randfigur des Romans ist an Brochard angelehnt. Brichot bestreitet seine Konversation in einer Mischung von pedantisch-bildungsbeflissener Übeschwänglichkeit und militärisch-barschem Ton.

## Schriften (Auswahl)
- De la Responsabilité morale. Pau, 1874.
- De l’Universalité des notions morales. Pau, Ribaut, 1876.
- De l’Erreur. Thèse française pour le doctorat, Faculté des lettres de Paris, Berger-Levrault, Paris 1879.
- De assensione Stoici quid senserint. Thèse latine pour le doctorat, Berger-Levrault, Parisiis 1879.
- Les Sceptiques grecs. Imprimerie nationale, Paris 1887, neu aufgelegt bei der Librairie générale française, Paris 2002.
- Études de philosophie ancienne et de philosophie moderne, recueillies et précédées d’une introduction par Victor Delbos, F. Alcan, Paris 1912.

- Brochard hat zudem zwei Textausgaben zu Descartes veröffentlicht (Discours de la Méthode und Première Méditation, mit Erläuterungen zum cartesischen Denken (1881); Principes de la philosophie de Descartes, mit einer Einleitung, einer kritischen Analyse und historischen und philosophischen Anmerkungen (1886)).

- Er hat auch verschiedene Aufsätze zur Revue philosophique beigetragen (La croyance (Juli 1884); La loi de similarité dans l’association des idées (März 1880); La morale ancienne et la morale moderne (1901); La morale éclectique (1902)).

- Zur Année philosophique hat er von 1900 an Überblicksartikel zur griechischen Philosophie veröffentlicht (Les mythes dans la philosophie de Platon (1900); L’œuvre de Socrate (1901); Les Lois de Platon et la théorie des idées (1902); La morale d’Épicure (1903); La morale de Platon (1905); Sur le Banquet de Platon (1906); La théorie platonicienne de la participation d’après le Parménide et le Sophiste (1907)).